# أربع عشرة كلمة

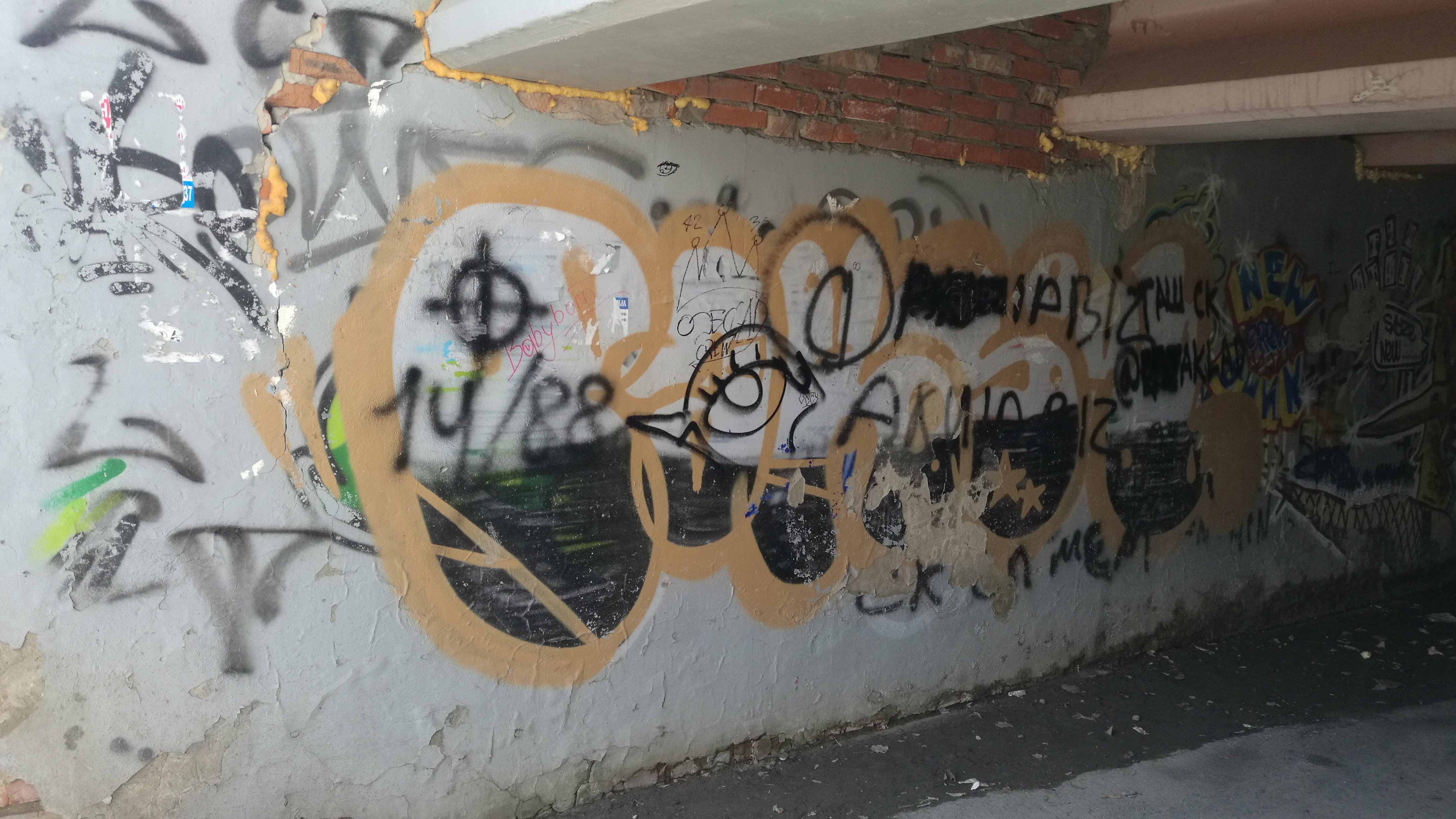
شعار أربع عشرة كلمة 14/88

أربع عشرة كلمة أو 88/14 هو اسم لشعارين متكونين من أربع عشرة كلمة. «يجب علينا تأمين وجود شعبنا ومستقبل الأطفال البيض» أو أقل شيوعا «لأن جمال المرأة الأدية البيضاء يجب ألا يهلك من الأرض». كانت الشعارات قد صاغها في الأصل المناصر للبيض ديفيد لين، عضو مؤسس في المنطقة الإرهابية. تمت صياغة الشروط اثناء قضاءه 190 عاما في السجن الفدرالي لدوره في انتهاك الحقوق المدنية في برنامج حواري يهودي لمضيف آلان بيرج، الذي اغتيل على يد عضو آخر في المجموعة في حزيران 1984. تم نشر الشعارات من خلال 14 كلمة التي انتهت صلاحيتها الآن والتي تأسست عام 1995 من قبل زوجة لين لنشر كتابات زوجها.
استخدم لين الصياغة في كتابات أخرى بما في ذلك 14 نقطة من بيان الإبادة الجماعية البيضاء وكذلك في مقالته تعاليم 88، مؤكدا دعمه للأديان العرقية والأثنية، معارضة للعالمية، معارضته لتمازج الاجناس، معادته لأمريكا، ودعم الانفصالية العرقية. وفقا لمركز قانون الفقر الجنوبي، تم اشتقاق شعار كلمات الاربعة عشر من فقرة في كتاب السيرة الذاتية لأدولف هتلر مين كامبف، ومنذ ظهور البديل الصحيح، أصبحت الأربعة عشر كلمة البديل الشهير.
كان لين يعارض بشدة استمرار وجود الولايات المتحدة ككيان سياسي، وصف أمريكا بأنها «قاتل الجنس الأبيض»، ودافع عن الإرهاب الداخلي كأداة لإقامة «وطن أبيض». إلى تلك النهاية، أصدر لين إعلانا يسمى «السلطة الأخلاقية» تم نشره من خلال 14 كلمة ومشاركتها من خلال منشورات الأمم الأدية، الكنيسة العالمية للخالق وغيرها من الجماعات  الانفصالية البيضاء، يشير إلى الولايات المتحدة «آلة القتل الجماعي الحمراء، البيضاء، والزرقاء» تهدف إلى ارتكاب جريمة الإبادة الجماعية ضد البيض. وفقا للإعلان، «السلطة الأخلاقية الحقيقية ملك لأولئك الذين يقاومون» هذه الإبادة المزعومة.